# Буби, Пьер
Пьер Буби (фр. Pierre Bouby; 17 октября 1983, Виши) — французский футболист, полузащитник.

## Карьера
Буби начал свою карьеру в «Лионе» и присоединился к «Амьену» в 2002 году, но ни разу не сыграл в ни одном из этих клубов. В 2004 году он подписал контракт с «Муленом» на любительскую лигу B в Чемпионат Насьональ 2 и стал постоянным участником трехлетнего периода в клубе, сыграв более 100 матчей в лиге. Он был частью команды, которая выиграла повышение в Чемпионат Насьональ в 2005 году, но возвращение в Насьональ 2 последовало спустя год.
В 2007 году Буби бесплатно присоединился к команде «Круа-де-Савойя». В первом сезоне в клубе он сыграл 30 матчей в лиге, забив пять голов, когда команда выиграла повышение в Насьональ, и в следующей кампании он забил 8 мячей в 32 матчах. В июне 2009 года Буби подписал новый контракт с клубом. Позже тем же летом, клуб был куплен компанией по производству минеральной воды Evian; новые владельцы изменили название клуба на «Эвиан Тонон Гайар», и в состав были внесены изменения. Впоследствии команда выиграла повышение до Лиги 2 в конце сезона 2009/10, поскольку национальные чемпионы и Буби наслаждались своей самой результативной кампанией по забитым мячам, наколотив 9 голов в 32 матчах лиги.
В первой половине сезона 2010/11 Буби был основным игроком команды, но потерял свое место в основе после домашнего поражения 0:2 от «Дижона» 25 февраля 2011 года. Он вышел на замену только два раза за оставшуюся часть сезона. Всего в том сезоне он сыграл в 23 матча лиги. «Эвиан» получил свой второй титул подряд и последующее повышение, на этот раз в Лигу 1. С 1 июня 2011 года Буби подписал контракт на три года с клубом Лиги 2 «Метц», где на его счету было 2 гола в 15 матчах за первые пять месяцев сезона 2011/12.
6 января 2016 года он был отдан в аренду до конца сезона в клуб «Орлеан», который выступает в чемпионате Насьональ. Вскоре он был выкуплен французским клубом.
В мае 2018 года он продлил контракт с «Орлеаном» до июня 2019 года.
21 июня 2019 года Буби объявил о том, что он завершает карьеру. Он продолжил дальнейшую жизнь в «Орлеане», работая на административной должности, и стал ответственным за коммуникацию, маркировку, цифровые и социальные сети в клубе.

## Личная жизнь
В марте 2011 года он зарегистрировался в социальной сети Twitter, где быстро приобрел известность благодаря своему странному юмору. В марте 2016 года он дебютировал в программе Les Grosses Têtes на RTL, представленной Лораном Рукье.

## Достижения
«Эвиан»
- Чемпион Лиги 2: 2010/11
- Чемпион Лиги 3: 2009/10
- Чемпион Лиги 4: 2007/08

 «Осер»
- Финалист Кубка Франции: 2014/15